# Pawieł Kalużny
Pawieł Pawłowicz Kalużny (ros. Павел Павлович Калюжный, ur. 22 lutego?/6 marca 1916 we wsi Wasilkowskoje obecnie w rejonie wilniańskim w obwodzie zaporoskim, zm. 22 grudnia 2002 w Petersburgu) – radziecki pilot wojskowy, generał major lotnictwa, Bohater Związku Radzieckiego (1944).

## Życiorys
Urodził się w ukraińskiej rodzinie chłopskiej. Skończył szkołę średnią i kurs aeroklubu w Zaporożu, był lotnikiem-instruktorem, od 1937 służył w Armii Czerwonej. W 1938 ukończył Kaczyńską Wojskową Wyższą Szkołę Lotniczą Pilotów, w 1941 został członkiem WKP(b).
Od czerwca 1941 uczestniczył w wojnie z Niemcami. Walczył w składzie wojsk obrony przeciwlotniczej m.in. jako dowódca eskadry 146 gwardyjskiego pułku lotnictwa myśliwskiego 9 Korpusu Lotnictwa Myśliwskiego Wojsk Obrony Przeciwlotniczej Kraju. Do połowy listopada 1943 wykonał ponad 200 lotów bojowych i wziął udział w 40 walkach powietrznych, w których strącił osobiście 7 samolotów wroga. Łącznie podczas wojny wykonał 320 lotów bojowych i brał udział w 152 walkach powietrznych, w których strącił osobiście 19 i w grupie 9 samolotów wroga. 
Po wojnie nadal służył w lotnictwie, w 1952 ukończył Wojskową Akademię Sił Powietrznych, a w 1957 Wojskową Akademię Sztabu Generalnego, w 1971 zakończył służbę w stopniu generała majora lotnictwa.

## Odznaczenia
- Złota Gwiazda Bohatera Związku Radzieckiego (29 marca 1944)
- Order Lenina
- Order Czerwonego Sztandaru
- Order Aleksandra Newskiego
- Order Wojny Ojczyźnianej I klasy
- Order Czerwonej Gwiazdy (dwukrotnie)

I medale.